# Base Antártica Gabriel de Castilla
La base antártica Gabriel de Castilla es una de las dos bases que tiene España en la región de la Antártida. Está situada en la isla Decepción, en el archipiélago de las islas Shetland del Sur. Las coordenadas son 62°58′38″S 60°40′33″O / -62.97722, -60.67583. Se encuentra a 1 km de la base argentina Decepción y es administrada por el Ejército de Tierra de España, el máximo de población es de entre 20 y 30 personas en verano

## Historia

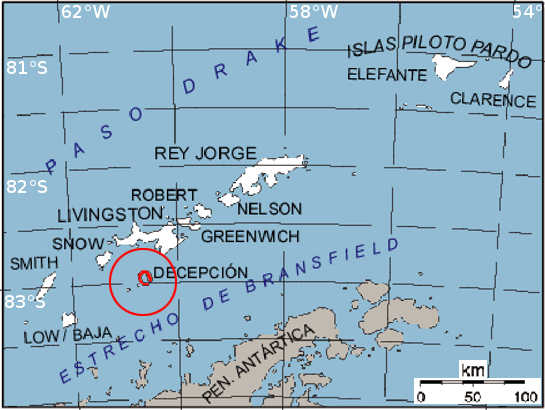
Ubicación de la isla Decepción (Shetland del Sur).

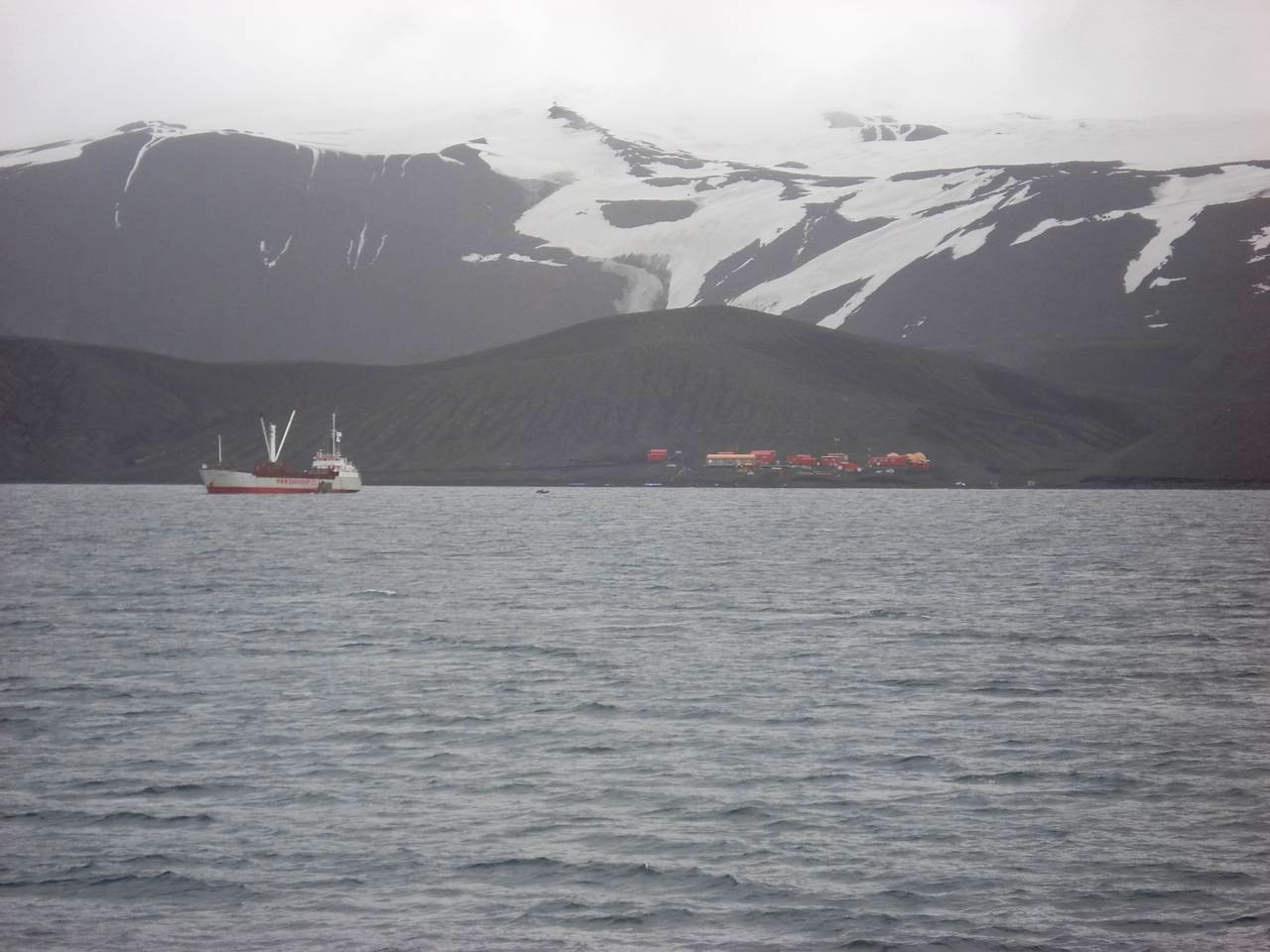
Vista general de la base en 2009.

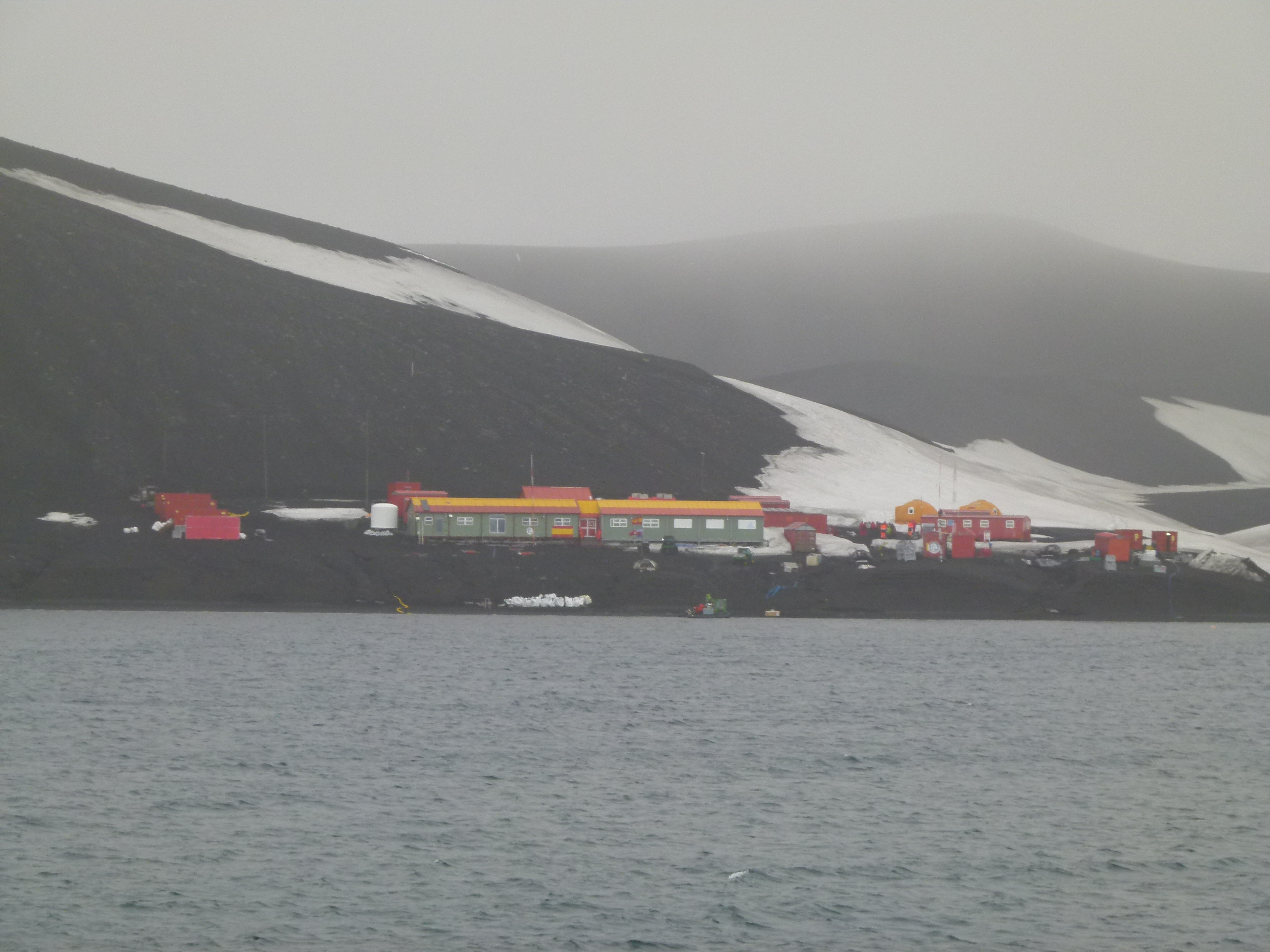
Vista de la base en 2013.

Bandera de la Base Gabriel de Castilla

A finales de 1989 y principios de 1990 se instaló en la isla de Decepción el entonces refugio militar Gabriel de Castilla, para apoyar los trabajos de investigación y levantamientos topográficos que allí se estaban realizando en ese momento. La base está gestionada por la División de Operaciones del Estado Mayor del Ejército de Tierra que, asimismo, organiza y dirige la campaña, siendo coordinada ésta, en cuanto a investigación científica se refiere, por el Comité Polar Español y únicamente permanece ocupada durante el verano austral.
En la Base Antártica Gabriel de Castilla se han desarrollado en los últimos años numerosos proyectos de investigación, destacando los relacionados con la actividad sismo-volcánica y del control geodésico de deformaciones.
El apoyo logístico y de mantenimiento lo realizaba desde 1991 el buque de investigación oceanográfica Hespérides (A-33) apoyado por el BIO Las Palmas, ambos de la Armada española. Sin embargo, actualmente el BIO Las Palmas ha sido sustituido por el BO Sarmiento de Gamboa que pertenece al CSIC.
La base es utilizada para realizar numerosos estudios científicos, tanto biológicos como geológicos, climatológicos, etc. 
Su nombre se debe a Gabriel de Castilla, navegante y explorador español al que la historiografía le atribuye ser uno de los primeros europeos en avistar la Antártida a principios del siglo XVII.

## Flora y fauna
Las aguas que rodean al territorio, al ser frías y sin embargo, en la profundidad, encontrarse sobre el punto de congelación, son extraordinariamente ricas en fauna: bentos (esponjas antárticas), artrópodos y crustáceos, moluscos, cetáceos, focoenidos, pinípedos; las aguas abisales, no congeladas, contienen una extraordinaria fauna, que desde inicios del siglo XXI se ha ido descubriendo; por ejemplo, peces cuya sangre y demás humores poseen sustancias anticongelantes orgánicas.
Los animales principales son: la foca leopardo, foca de Weddell, cangrejo, león marino, págalo, petrel, cormorán, paloma antártica, etc. Pero el más destacado es el pingüino, con más de medio millón de ejemplares habitando en la isla durante el verano antártico.